# Micronesiërs
Micronesiërs is een verzamelbegrip voor de inwoners van de Oceanische eilandengroep Micronesië. Ze zijn nauw verwant aan de Polynesiërs, maar de Micronesiërs hebben een donkerdere huidskleur en zijn sterker mongoloïde.
Hun cultuur is sterk beïnvloed door de omringende culturen. In het oosten is de cultuur sterk Polynesisch met sociale klassen (adel, middenstand, slaven) en in het westen heerst een cultuur die meer door de Melanesisch-Indonesische cultuur is beïnvloed met stamhoofden zonder adel, waarbij de Marianen een uitzondering vormen.

## Oorsprong

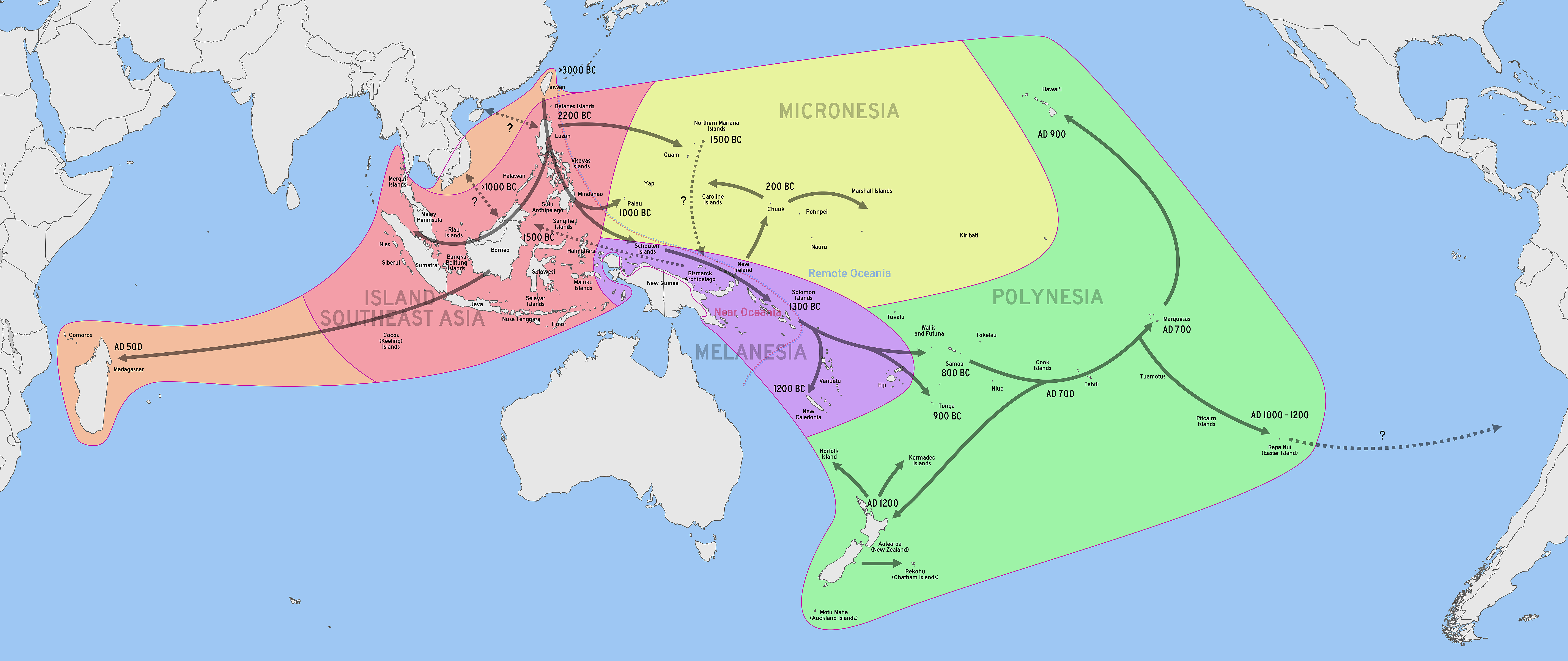
Chronologische verspreiding van Austronesiërs over de Indo-Pacifische regio

De Noordelijke Marianen waren de eerste eilanden in Oceanië die door de Austronesiërs werden gekoloniseerd. Ze werden bewoond door de reizigers die in ongeveer 1500 v.Chr. vanuit de Filipijnen naar het oosten zeilden. Deze populaties hebben zich geleidelijk verplaatst naar het zuiden tot zij de Bismarck-archipel en de Salomonseilanden tegen 1300 v.Chr. bereikten en weer contact legden met de Lapitacultuur van de zuidoostelijke migratietak van de Austronesiers, die langs de kusten van Nieuw-Guinea en de eilanden van Melanesië trok. Tegen 1200 v.Chr. begonnen ze opnieuw open zeeën over te steken en bereikten ze Vanuatu, Fiji en Nieuw-Caledonië ; alvorens verder oostwaarts te gaan om de voorouders van de Polynesiërs te worden.
Verdere migraties door andere Austronesiërs volgden ook, waarschijnlijk uit Sulawesi, en vestigden zich rond 1000 v.Chr. in Palau en Yap. De details van deze kolonisatie zijn echter niet goed bekend. In 200 v.Chr. trok een losjes verbonden groep Lapita-kolonisten vanuit de Melanesische eilanden ook terug naar het noorden en vestigden zich bijna gelijktijdig op de eilanden van Oost-Micronesië. Deze regio werd het centrum van een nieuwe golf van migraties die naar buiten uitstraalde en hen opnieuw verbond met andere gevestigde eilanden in het westen van Micronesië.
Rond 800 n.Chr. arriveerde een tweede golf migranten uit Zuidoost-Azië op de Marianen, wat nu bekend staat als de Latte-periode inluidde. Deze nieuwe kolonisten bouwden grote bouwwerken met kenmerkende stenen pilaren die bekend staan als haligi. Ze introduceerden ook rijst (wat eerdere reizen niet overleefde), waardoor de Noordelijke Marianen de enige eilanden in Oceanië waren waar rijst werd verbouwd voorafgaand aan Europees contact. Het werd echter beschouwd als een gewas met een hoge status en werd alleen gebruikt in rituelen. Het werd pas na de Spaanse kolonisatie deel van alledaagse maaltijden.
De bouw van Nan Madol, een megalithisch complex gemaakt van basaltlavablokken in Pohnpei, begon rond 1180 n.Chr.. Dit werd gevolgd door de bouw van het Leluh-complex in Kosrae rond 1200 n.Chr..

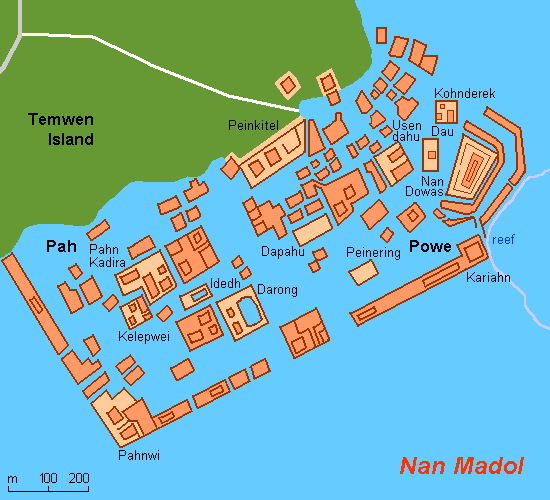
Centraal Nan Madol (kaart)
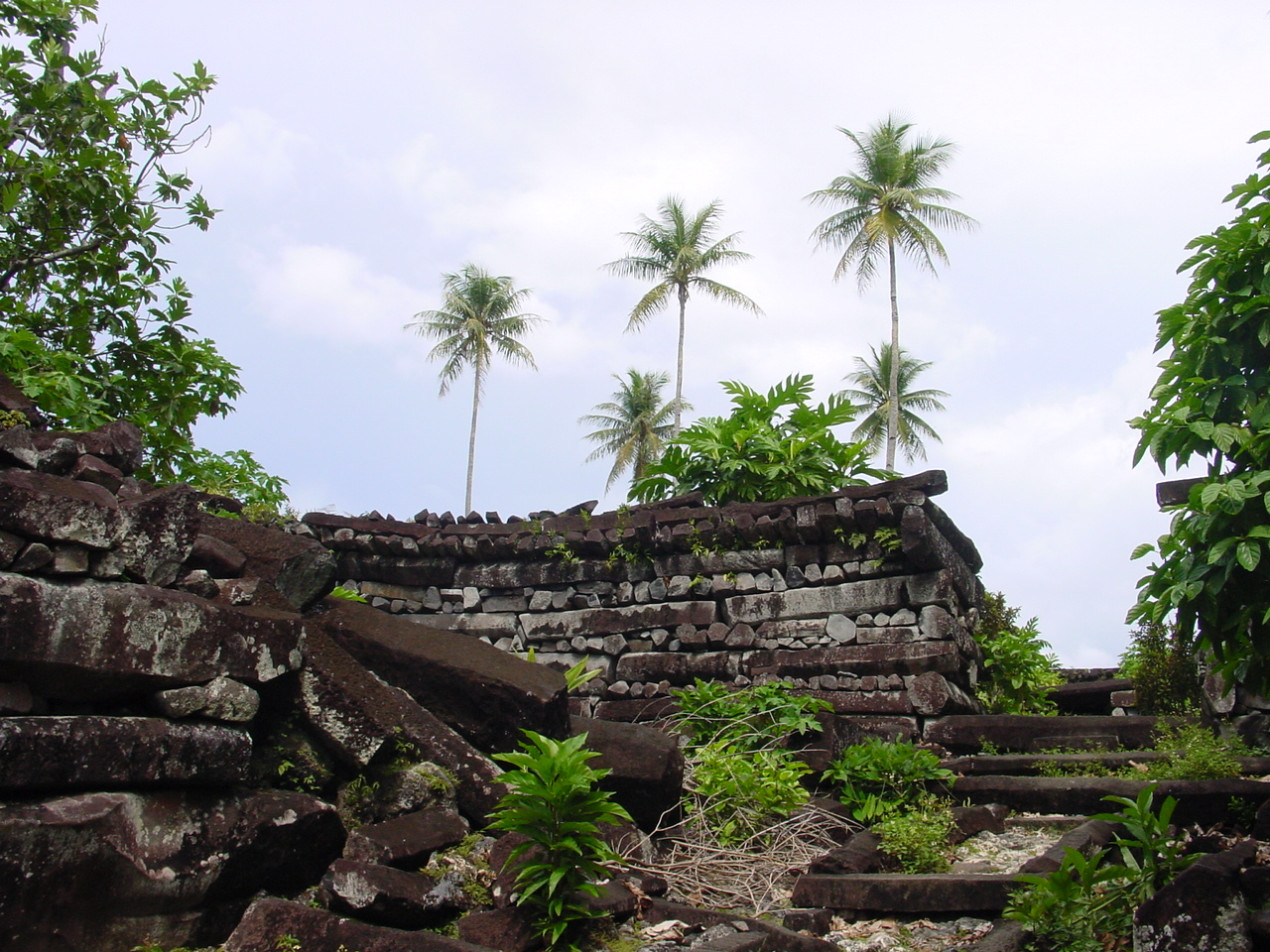
Nan Madol
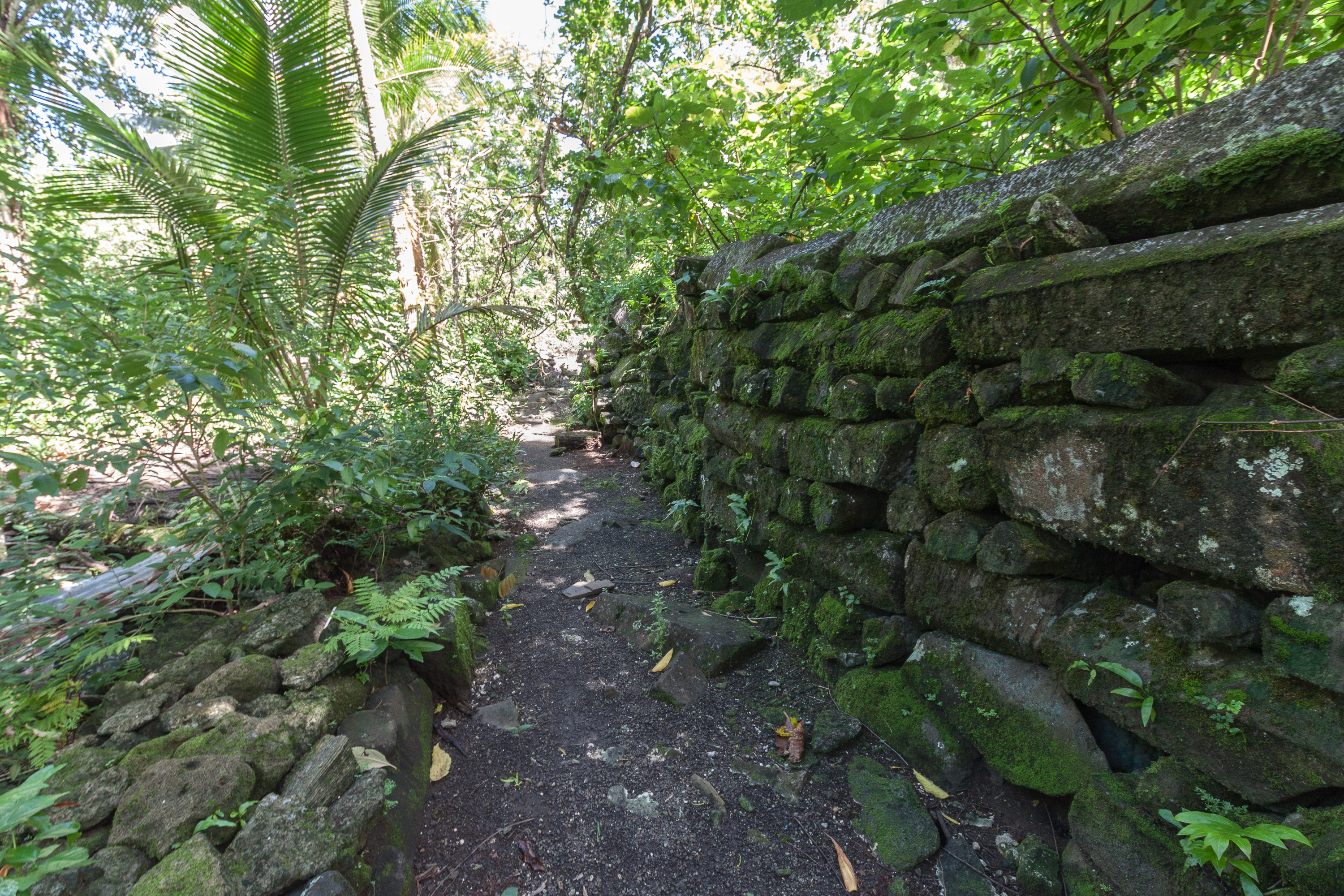
Leluh
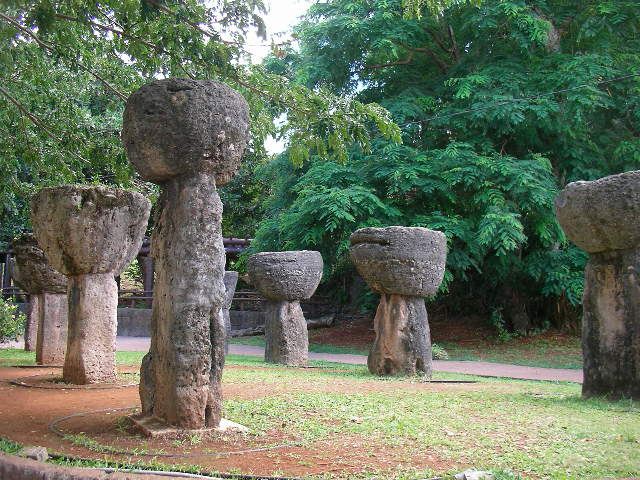
Latte-stenen
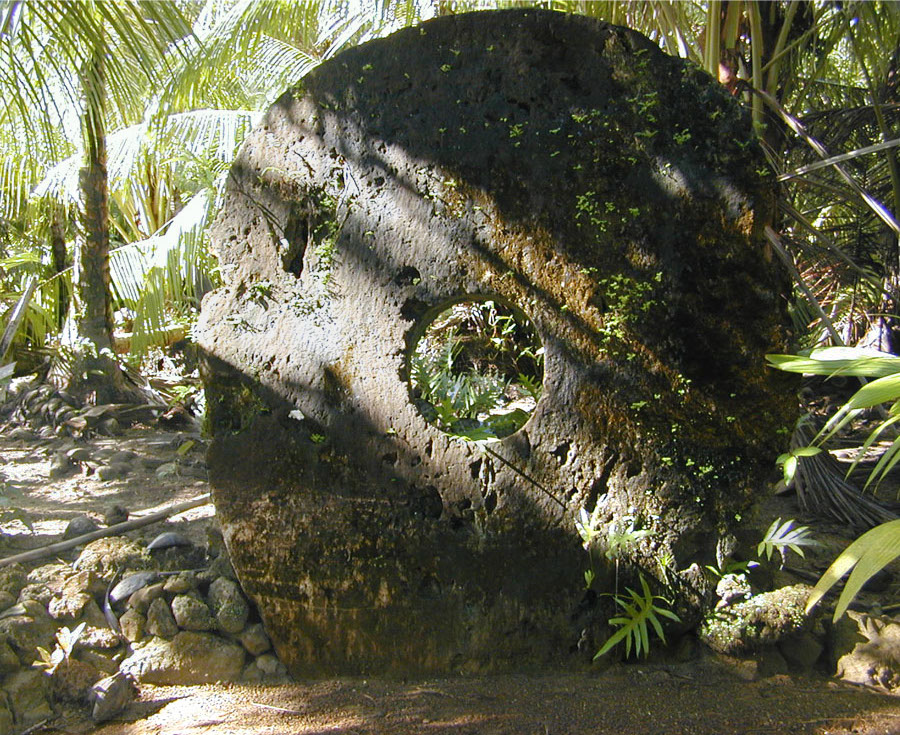
Rai-steen

## Volkeren
De Micronesische volkeren kunnen worden onderverdeeld in twee culturele groepen, de hoge eilandbewoners en de lage eilandbewoners. De Palauers, Chamorro's, Yapezen, Chuukezen, Pohnpeianen, Kosraeërs en Nauruanen behoren tot de groep van de hoog-eilandbewoners. De bewoners van de lage eilanden (atollen) zijn de Marshallezen en de Kiribati, waarvan de cultuur verschilt van de hoge-eilandbewoners. Lage eilandbewoners hadden betere navigatie- en kanotechnologie als overlevingsmiddel. Hoge eilandbewoners hadden toegang tot betrouwbare en overvloedige natuurlijke hulpbronnen en hoefden niet veel buiten hun eilanden te reizen. Hoge eilanden bezaten ook grotere bevolkingen.
Uit een onderzoek uit 2011 bleek dat 93,1% van de Micronesiërs christen is. Genetica toont ook aan dat een aanzienlijk aantal Micronesiërs een Japanse vaderlijke voorouder hebben: 9,5% van de mannen uit Micronesië en 0,2% in Oost-Timor dragen de Haplogroep D-M55.

### Banabanen
Raobeia Ken Sigrah beweert dat Banabanen, afkomstig uit Banaba, etnisch verschillen van andere I-Kiribati. De Banabanen werden geassimileerd door gedwongen migraties en de zware impact van de ontdekking van fosfaat op Banaba in 1900. Na 1945 verplaatsten de Britse autoriteiten het grootste deel van de bevolking naar Rabi, Fiji, met daaropvolgende emigratiegolven in 1977 en van 1981 tot 1983. Sommige Banabanen keerden later terug, na het einde van de mijnbouw in 1979; ongeveer 300 woonden op het eiland in 2001. De bevolking van Banaba in de telling van 2010 was 295. Er zijn naar schatting 6.000 mensen van Banabaanse afkomst in Fiji en andere landen.
De Banabanen spraken de Banabaanse taal, die is uitgestorven als gevolg van een taalverschuiving naar het Kiribatisch, geïntroduceerd door christelijke missionarissen die de Bijbel naar het Kiribatisch vertaalden en de Banabanen aanmoedigden om het te lezen. Tegenwoordig zijn er nog maar een paar woorden over van de oorspronkelijke Banabaanse taal. Tegenwoordig spreken de Banabanen het Banaba-dialect van het Kiribatisch, dat woorden uit de oude Banabaanse taal bevat.

### Caroliniërs

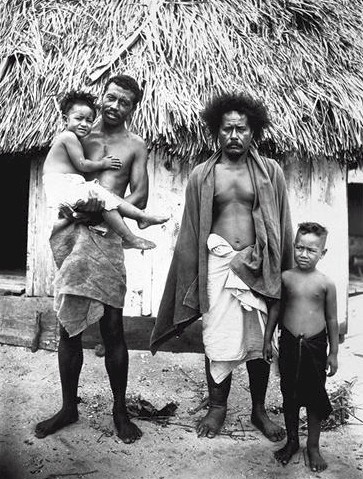
Caroliniërs in 1915

Er wordt gedacht dat de voorouders van het Carolinische volk ongeveer 2000 jaar geleden oorspronkelijk van het Aziatische vasteland en Indonesië naar Micronesië zijn geëmigreerd. Hun primaire taal is het Carolinisch, door moedertaalsprekers Refaluwasch genoemd, met in totaal ongeveer 5.700 sprekers. De Caroliniërs hebben een matriarchale samenleving waarin respect een zeer belangrijke factor is in hun dagelijks leven, vooral tegenover de matriarchen. De meeste Caroliniërs zijn aanhangers van het rooms-katholieke geloof.
De immigratie van Caroliniërs naar Saipan begon in het begin van de 19e eeuw, nadat de Spanjaarden de lokale bevolking van Chamorro- inboorlingen had teruggebracht tot slechts 3.700. De Caroliniërs begonnen naar Saipan te immigreren, meestal zeilend vanuit kleine kano's van andere eilanden, die eerder door een tyfoon waren verwoest. De Caroliniërs hebben een veel donkerdere huidskleur dan de inheemse Chamorro's.

### Chamorro's

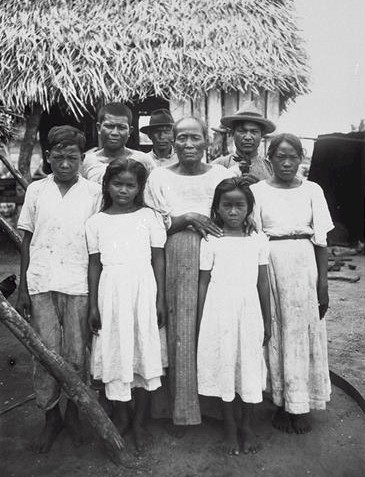
Chamorro's in 1915

De Chamorro's zijn de inheemse bevolking van de Marianen, een eilandengroep politiek verdeeld tussen het grondgebied van de Verenigde Staten van Guam en het Gemenebest van de Verenigde Staten van de Noordelijke Marianen in Micronesië. Algemeen wordt aangenomen dat de Chamorro's rond 2000 v.chr. uit Zuidoost-Azië kwamen. Ze zijn het nauwst verwant aan andere inheemse Austronesiërs in het westen, op de Filipijnen en Taiwan, evenals de Carolinen in het zuiden.
De Chamorro-taal is opgenomen in de Maleis-Polynesische subgroep van de Austronesische taalfamilie. Omdat Guam meer dan 300 jaar door Spanje werd gekoloniseerd, zijn veel woorden afkomstig uit het Spaans. De traditionele Chamorro telwoorden werden vervangen door Spaanse telwoorden.

### Chuukezen
De Chuukezen zijn een etnische groep van de deelstaat Chuuk. Ze vormen 48% van de bevolking van de Federale Staten van Micronesië. Hun taal is het Chuukees. Het thuisatol Chuuk is ook bekend onder de vroegere naam "Truk".
In de Chuukese cultuur werd van de mannen verwacht dat ze hun familie zouden verdedigen en beschermen. Ze waren erg beschermend over hun clan, afstammingsidentiteit en eigendom. Terugtrekken van een gevecht wordt niet als mannelijk gezien.

### Kiribati

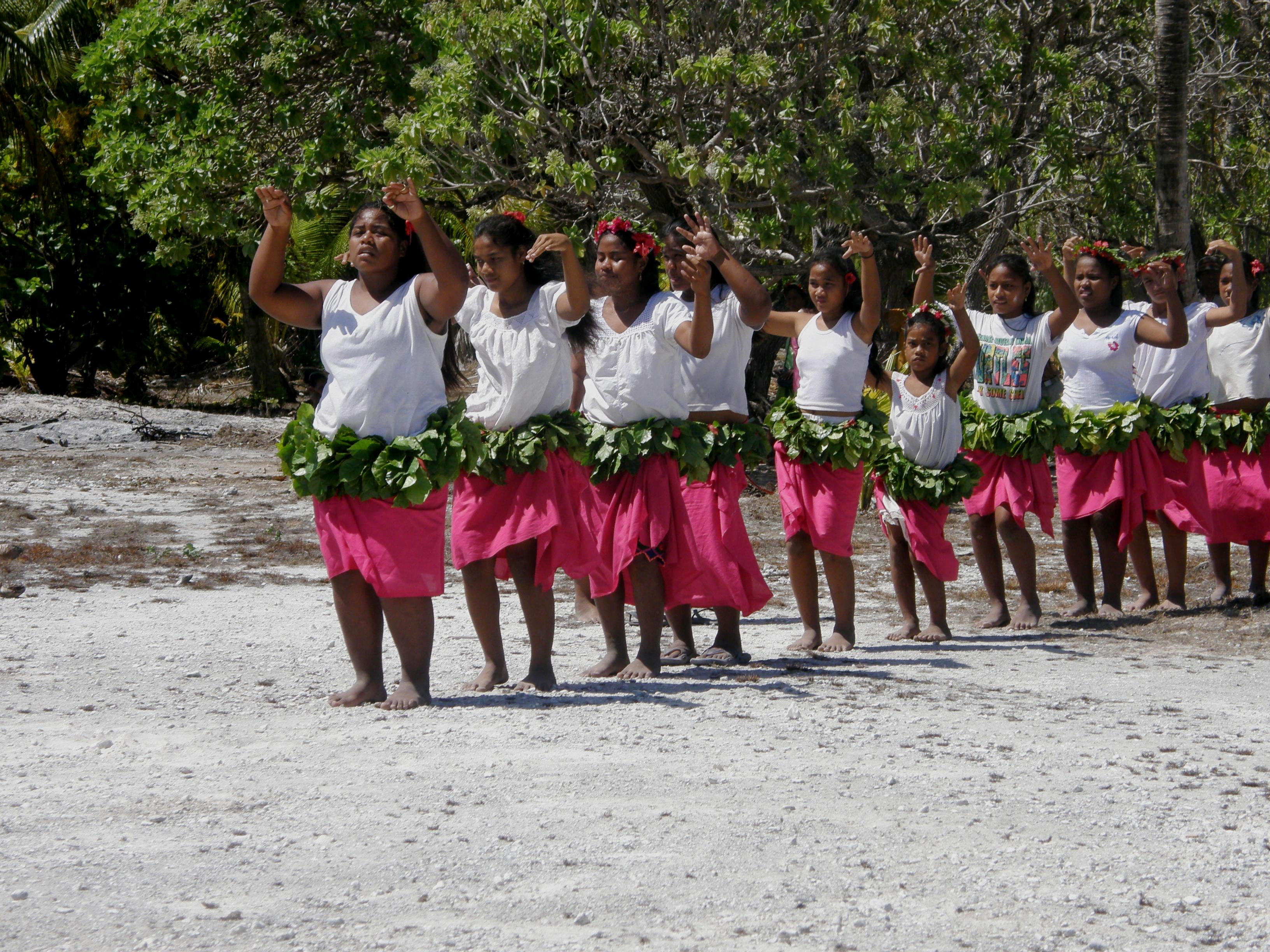
Kuria-dansers van Kiribati

De Kiribati, ook wel bekend als I-Kiribati, Tungaru of Gilbertese, zijn de inheemse bevolking van Kiribati. Ze spreken het Kiribatisch. Ze telden 103.000 in 2008.

### Kosraeërs

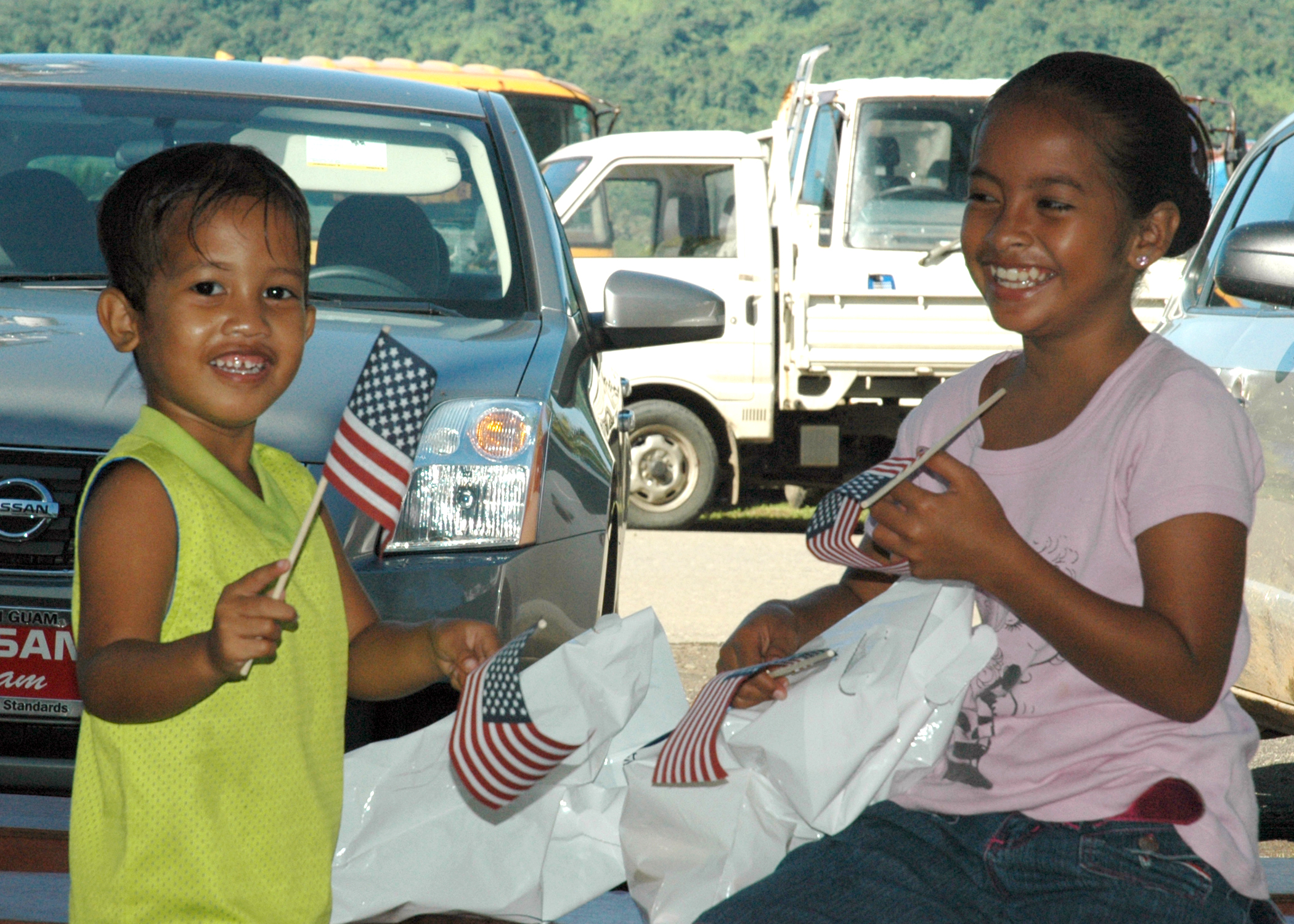
Kosraanse kinderen

De Kosraeërs of Kusaieërs zijn de inheemse bevolking van Kosrae. Ze spreken het Kosraeaans. Ze telden ongeveer 8400 in 2013.

### Marshallezen
De Marshallezen (Marshallees: kajoor ri-Ṃajeḷ, laḷ ri-Ṃajeḷ) zijn de inheemse bewoners van de Marshalleilanden. Ze telden 70.000 in 2013. De Marshallese samenleving was georganiseerd in drie sociale klassen, de iroji was het opperhoofd of landeigenaar die verschillende clans leidde, de alap beheerde de clan en de rijerbal (arbeider) waren de gewone mensen die het land bewerkten. De drie sociale klassen behandelden elkaar goed en met wederzijds respect.

### Nauruanen
De Nauruanen zijn een etniciteit die op het eiland Nauru in de Grote Oceaan woont. Ze zijn hoogstwaarschijnlijk een mengsel van andere volkeren van de Stille Oceaan.
De oorsprong van het Nauruaanse volk is nog niet definitief vastgesteld. Het kan mogelijk worden verklaard door de laatste Maleisisch-Pacifische menselijke migratie (c. 1200). Het waren waarschijnlijk zeevarende of gestrande Polynesiërs of Melanesiërs die zich in Nauru vestigden omdat er nog geen inheemse bevolking aanwezig was, terwijl de Micronesiërs in dit gebied al vermengd waren met de Melanesiërs.

### Palauers

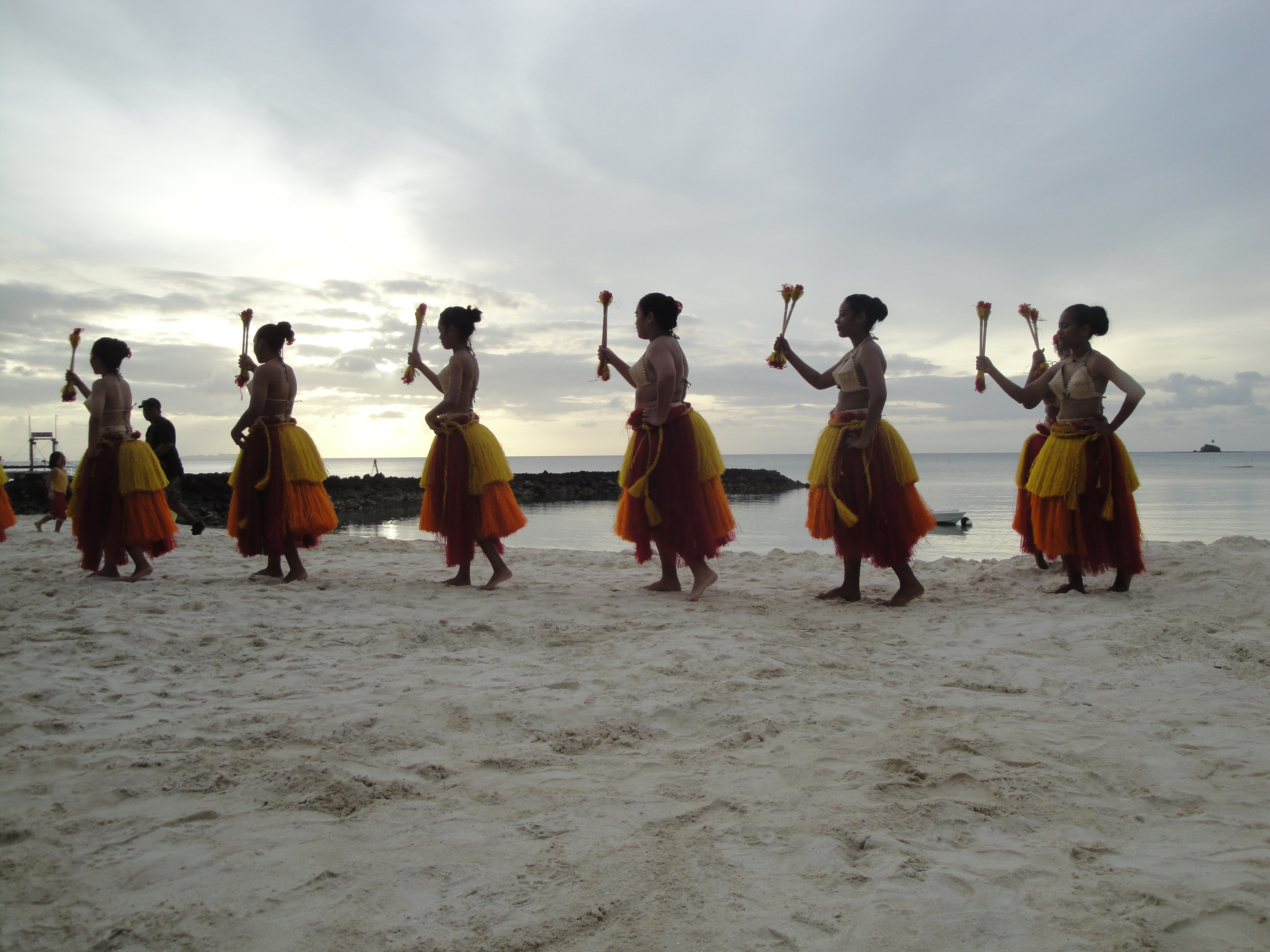
Palauaanse danseressen

De Palauers of Belauers (Palaus : Belau, ngukokl a Belau) — zijn de inheemse bevolking van Palau. Ze telden ongever 26.600 in 2013. Palauers staan niet bekend als geweldige reizigers en navigators over lange afstanden in vergelijking met andere Micronesische volkeren. De taro staat centraal aan hun hun landbouwpraktijken, hoewel broodvrucht een symbolische betekenis heeft.

### Pohnpeianen
De Pohnpeianen of Ponapeanen zijn de inheemse bevolking van Pohnpei. Ze tellen ongeveer 28.000. Ze spreken de Pohnpeiaanse taal.
De historische samenleving van Pohnpei was zeer gestructureerd in vijf stammen, verschillende clans en sub-clans; elke stam wordt geleid door twee opperhoofden. De stammen waren op feodale basis georganiseerd. In theorie was "al het land eigendom van de leiders, die regelmatig tribuut ontvingen en wiens heerschappij absoluut was." Straffen die door opperhoofden werden opgelegd, omvatten dood en verbanning. Stammenoorlogen omvatten plunderingen, vernietiging van huizen en kano's en het doden van gevangenen.

### Sonsorolezen
De Sonsorolezen zijn een klein Micronesisch volk van de Chuukese-groep, dat de eilanden Pulo Anna, Merir en Sonsorol in de eilandnatie Palau bewoont. Een klein deel woont zowel op de Noordelijke Marianen als in de Federale Staten van Micronesië. De Sonsorolezen zijn taalkundig verwant aan de Tobianen en vormen de meest westelijke vertegenwoordigers van de Chuukese taalgroep. De meeste Sonsorolezen wonen in het dorp Echang bij Koror, waar ze om economische redenen naartoe zijn verhuisd.
De Sonsorolezen zijn zowel taalkundig als cultureel het nauwst verwant aan de Caroliniërs. Etnografische informatie over hen werd achtergelaten door Jose Somera, een lid van de Don Francisco Padilla -expeditie die de eilanden in 1710 ontdekte. Hun kleding bestond volgens hem uit een schort, mantel en kegelvormige hoed, en was vergelijkbaar met de kleding beschreven door Paul Klein in 1696 die toen door de Caroliniërs werd gedragen.

### Tobianen
De Tobianen delen een cultureel erfgoed dat nauwe banden vertoont met de volkeren van de centrale Caroline-eilanden, meer dan 1000 km richting het noordoosten en aan de andere kant van Palau.

### Yapezen
De Yapezen zijn een Micronesische etnische groep die ongeveer 15.000 telt. Ze zijn inheems op het hoofdeiland Yap en spreken het Yapees.

## Talen

Talen van Micronesië.

De grootste groep talen die door de Micronesiërs wordt gesproken, zijn de Micronesische talen. Ze behoren tot de familie van Oceanische talen, onderdeel van de Austronesische taalgroep. Ze stammen af van het Proto-Oceanisch, dat op zijn beurt weer afstamde via het Proto-Malayo-Polynesische van het Proto-Austronesisch. De talen in de Micronesische familie zijn Marshallees, Kiribatisch, Kosraeaans, Nauruaans, evenals een grote subfamilie genaamd de Trukische-Ponapeische taalfamilie bestaande uit 11 talen. Ten slotte worden er ook twee Malayo-Polynesische talen gesproken die niet tot de Oceanische talen behoren: het Chamorro op de Marianen en het Palaus op Palau.

## Cultuur

### Dieren en voedsel
Tegen de tijd dat er contact met het Westen was, waren er geen honden op Palau, maar wel kippen en misschien ook varkens. Nergens anders in Micronesië waren in die tijd varkens bekend. Vleerhonden zijn inheems in Palau, maar andere zoogdieren zijn zeldzaam. Reptielen zijn talrijk en zowel weekdieren als vissen zijn een belangrijke voedselbron. De mensen van Palau, de Marianen en Yap kauwen vaak op betelnoten gekruid met limoen- en peperblad. West-Micronesië was niet op de hoogte van de ceremoniële drank, die op Kosrae saka en op Pohnpei sakau heette.

### Architectuur
Het boek Prehistoric Architecture in Micronesia stelt dat de meest productieve pre-koloniale Micronesische architectuur is: "Palau's monumentale gebeeldhouwde heuvels, megalithische steengravures en uitbundig versierde bouwwerken van hout geplaatst op pieren boven verhoogde stenen platformen." De archeologische tradities van het Yapese volk bleven relatief onveranderd, zelfs na het eerste Europese contact met de regio tijdens Magellaan's reis rond de wereld in de jaren 1520.

### Kunst
De artistieke traditie van de Micronesiërs is voortgekomen uit de Lapitacultuur. Een van de meest prominente werken van de regio is de megalithische drijvende stad Nan Madol. De stad werd in 1200 n.Chr. gevestigd en werd nog steeds gebouwd toen Europese ontdekkingsreizigers rond 1600 arriveerden. De stad was echter rond 1800 samen met de Saudeleur-dynastie in verval geraakt en werd in de jaren 1820 volledig verlaten. Tijdens de 19e eeuw werd de regio verdeeld tussen de koloniale machten, maar de kunst bleef bloeien. Houtsnijwerk, vooral door mannen, floreerde in de regio, wat resulteerde in rijkelijk versierde ceremoniële huizen op Palau, gestileerde kommen, kano-ornamenten, ceremoniële vaten en soms gebeeldhouwde figuren. Vrouwen creëerden textiel en ornamenten zoals armbanden en hoofdbanden. Stilistisch gezien is traditionele Micronesische kunst gestroomlijnd en praktisch eenvoudig in functie, maar wordt meestal afgewerkt met een hoge kwaliteitsstandaard. Dit was vooral om zo goed mogelijk gebruik te maken van de weinige natuurlijke materialen die de Micronesiërs ze tot hun beschikking hadden.

### Keuken
De keuken van de Marianen is tropisch van aard, inclusief gerechten als Kelaguen en vele andere.
De Marshallese keuken omvat de gerechten van de Marshalleilanden, en omvat onder andere lokale gerechten zoals broodvruchten, tarowortel, pandanus en zeevruchten.
Palauan keuken omvat lokale gerechten zoals cassave, taro, yam, aardappel, vis en varkensvlees. De westerse keuken is favoriet onder jonge Palauanen.

### Muziek en dans
Micronesische muziek heeft een grote invloed op de Micronesiërs. Een deel van de muziek is gebaseerd op mythologie en oude Micronesische rituelen. Het omvat een scala aan stijlen, van traditionele liederen, doorgegeven van generatie op generatie, tot hedendaagse muziek.
Traditionele overtuigingen suggereren dat de muziek aan mensen in dromen en trances kan worden gepresenteerd, in plaats van door componisten zelf te worden geschreven. Micronesische volksmuziek is, net als Polynesische muziek, voornamelijk op zang gebaseerd.
Op de Marshalleilanden is de roro een soort traditioneel gezang, meestal over oude legendes en uitgevoerd om begeleiding te geven tijdens navigatie en kracht voor moeders in bevalling. Moderne bands hebben de unieke liedjes van elk eiland in het land vermengd met moderne muziek. Hoewel trommels over het algemeen niet gebruikelijk zijn in Micronesische muziek, vormen eenzijdige zandlopervormige trommels een belangrijk onderdeel van Marshallese muziek.

## Religie en mythologie
Micronesische mythologie omvat de traditionele geloofssystemen van de mensen van Micronesië. Er is geen enkel geloofssysteem op de eilanden van Micronesië, aangezien elk eilandgebied zijn eigen mythologische wezens heeft.
Er zijn verschillende belangrijke figuren en mythen in de tradities van de Federale Staten van Micronesië, Nauruan en Kiribati.